# Tomoxia fiebrigi
Tomoxia fiebrigi es una especie de coleóptero de la familia Mordellidae.

## Distribución geográfica
Habita en Paraguay.